# Ángel Casas Vílchez
Ángel Casas Vílchez (1882-1942) fue un arquitecto español.

## Biografía
Oriundo de Granada, desarrolló gran parte de su actividad profesional en esta ciudad. En su haber están la nueva plaza de toros (1928), de estilo neomudéjar y situada en la avenida del Doctor Olóriz, o la Biblioteca del Salón (1917), levantada originalmente como un pabellón del Casino. En el entorno de la Gran Vía de Colón también sobresalen varias obras suyas: el Palacio Müller (1915), el edificio del Banco Central (1915) y el edificio del Banco Hispano Americano (1917). Así mismo, fue autor de numerosas viviendas y palacetes levantados en Granada durante la primera mitad del siglo XX